# Onze-Lieve-Vrouw-van-Blindekenskapel

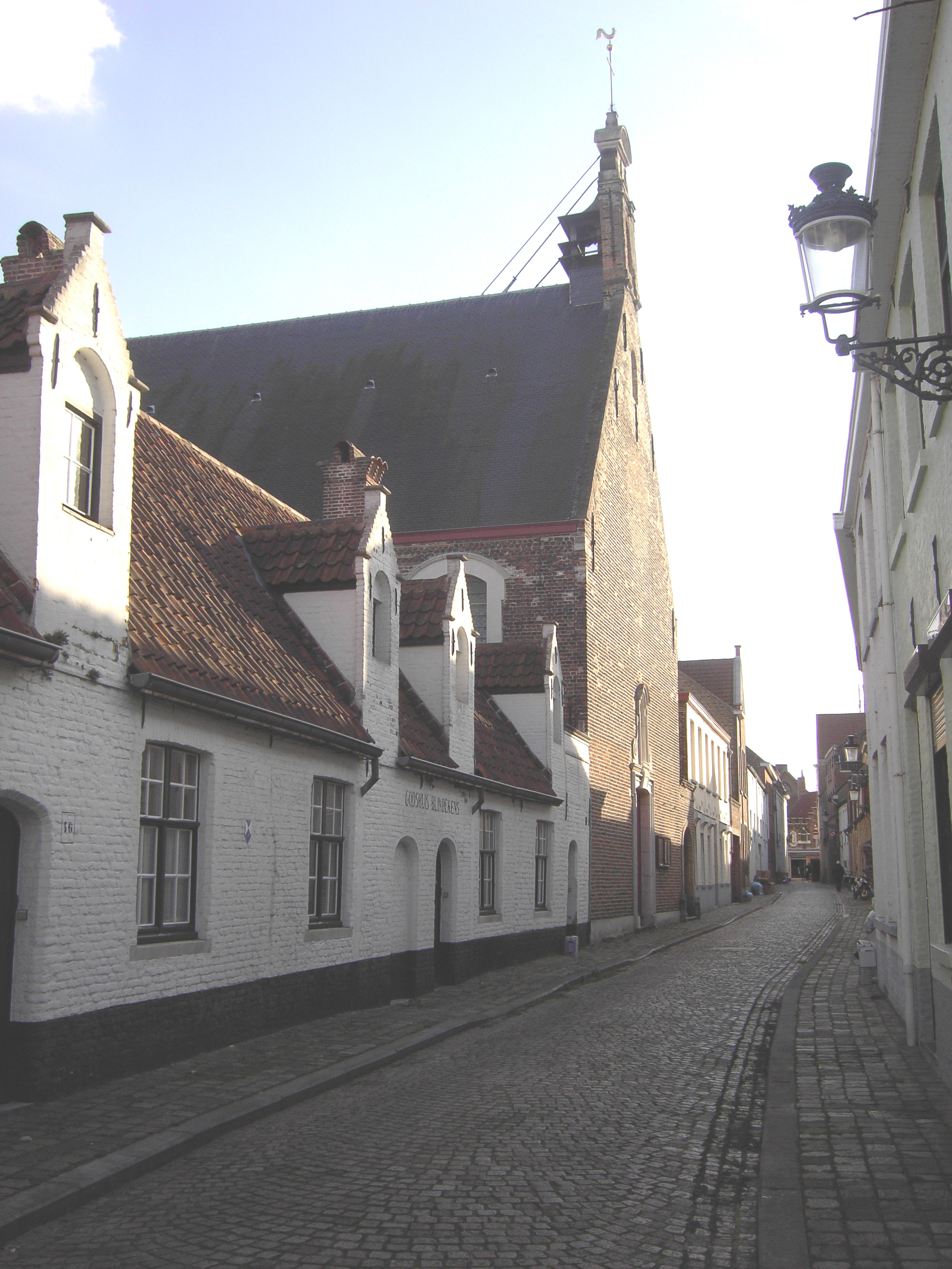
De Onze-Lieve-Vrouw-van-Blindekenskapel in de Kreupelenstraat

De Onze-Lieve-Vrouw-van-Blindekenskapel aan de Kreupelenstraat (zijstraat van de Smedenstraat) in Brugge werd opgericht, volgens de traditie, na een in de nasleep van de Slag bij Pevelenberg gedane belofte dat men elk jaar een kaars van 36 pond naar de Onze-Lieve-Vrouw ter Potterie zou brengen. Deze belofte werd gedaan door de achtergebleven echtgenoten en moeders als hun geliefde heelhuids uit de strijd zouden terugkeren.

## Kapel
De kapel werd waarschijnlijk reeds in 1305 opgericht door de graaf van Vlaanderen, Robrecht van Bethune. Bevrijd uit de gevangenis deed hij in dat jaar zijn blijde intrede in Brugge en liet deze houten kapel bouwen, toegewijd aan Onze-Lieve-Vrouw. Waarschijnlijk wilde de graaf op die manier de Franse koning Filips IV imiteren, want deze trok reeds in 1304 ook naar een Onze-Lieve-Vrouwekerk, namelijk die van Boulogne. Niet verwonderlijk, want beide veldheren beschouwden zichzelf als overwinnaars van de slag, en de leiding van het leger dat uit Vlaanderen kwam, stond onder mede-aanvoering van Filips van Chieti, de broer van de graaf.
Omdat de gebouwen rond de kapel te Brugge reeds eerder bestonden als opvangtehuis voor reizigers en daklozen, kreeg de kapel een nieuwe bestemming en werd ze ingericht voor de opvang van 13 blinden met 1 begeleider. De naam "Blindekens" voor het geheel werd hieraan ontleend. In 1417-1420 werd een stenen kapel heropgericht en in 1419 werden er zeven huisjes gebouwd met een poort. In 1652 werd door bisschop Karel van den Bosch nogmaals een nieuwe kapel ingewijd.

## Processie
De kapel en huisjes werden tijdens de Franse Revolutie onder het beheer van de Burgerlijke Godshuizen geplaatst. Mede daardoor is alles bewaard gebleven, in tegenstelling tot sommige andere kerken. Het beeld van Onze-Lieve-Vrouw werd aangekocht door een particulier persoon en aan de kerk van Sint-Salvator geschonken, maar keerde terug naar de kapel in 1805.
De Brugse Belofte, ook wel "Blindekensprocessie" genoemd, trok in 2013 voor de 709e keer door Brugge. Het is een optocht die de kaars van de kapel van Onze-Lieve-Vrouw van Blindekens naar de Onze-Lieve-Vrouw-ter-Potteriekerk brengt. Men herdenkt op die manier de slag bij Pevelenberg en het is tevens een van de langst bestaande religieuze processies die nog in ere wordt gehouden. Ze trekt echter minder belangstelling dan de Heilig Bloedprocessie en is eerder een erg plaatselijke gebeurtenis.

## Literatuur

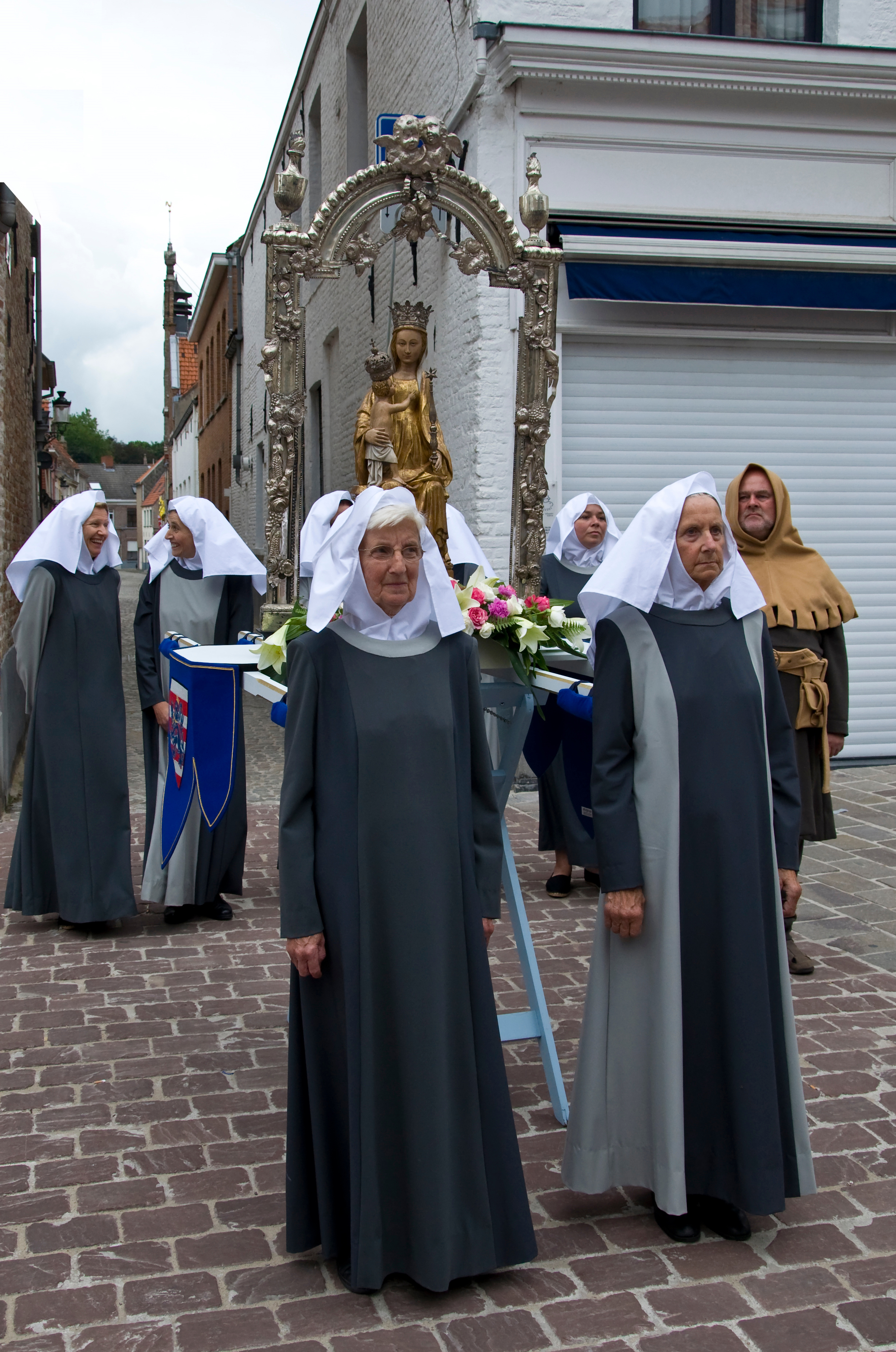
Vertrek aan de kapel van de processie (in 2010) met het miraculeuze Mariabeeld
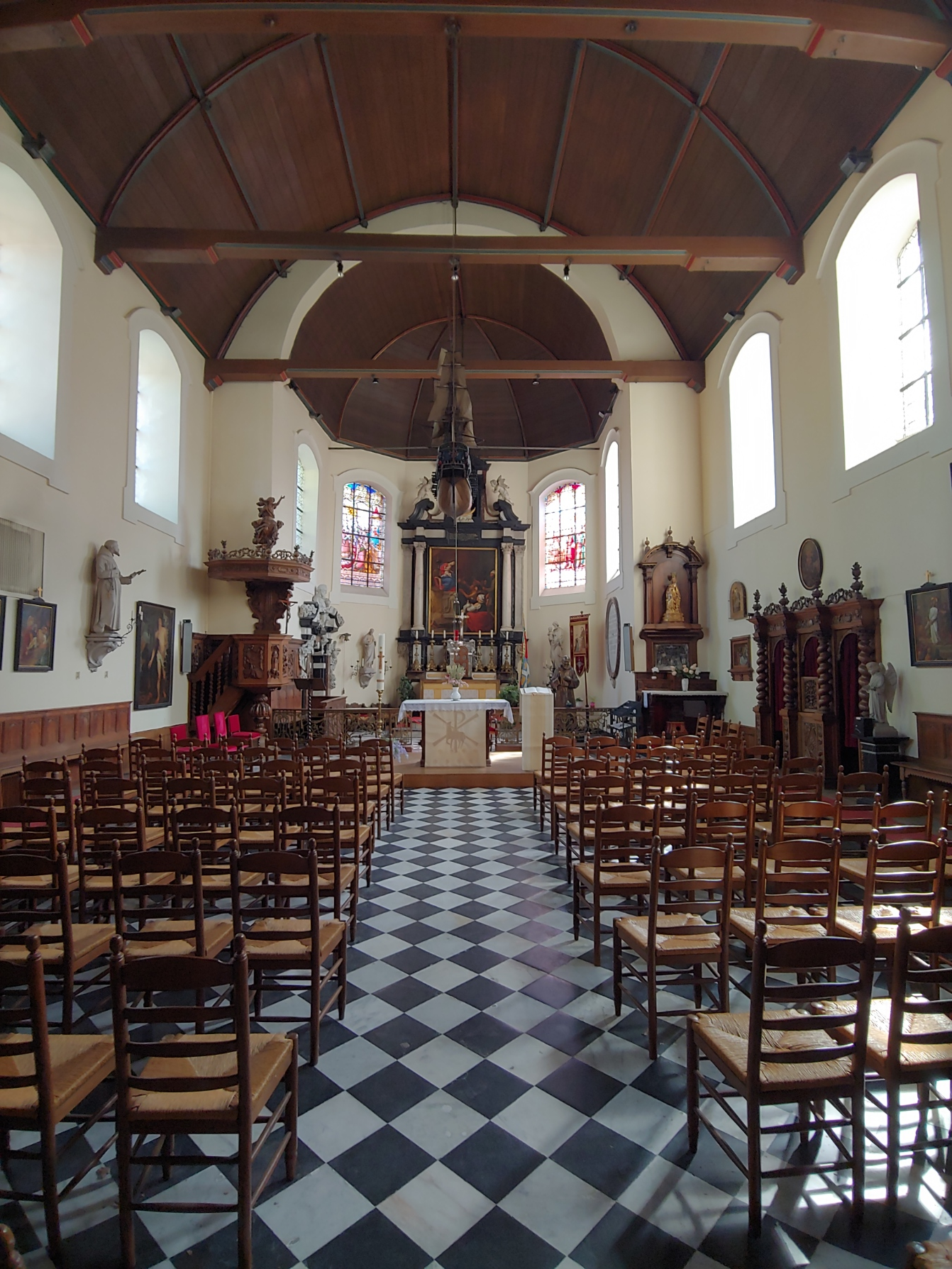
Binnenzijde van de kapel
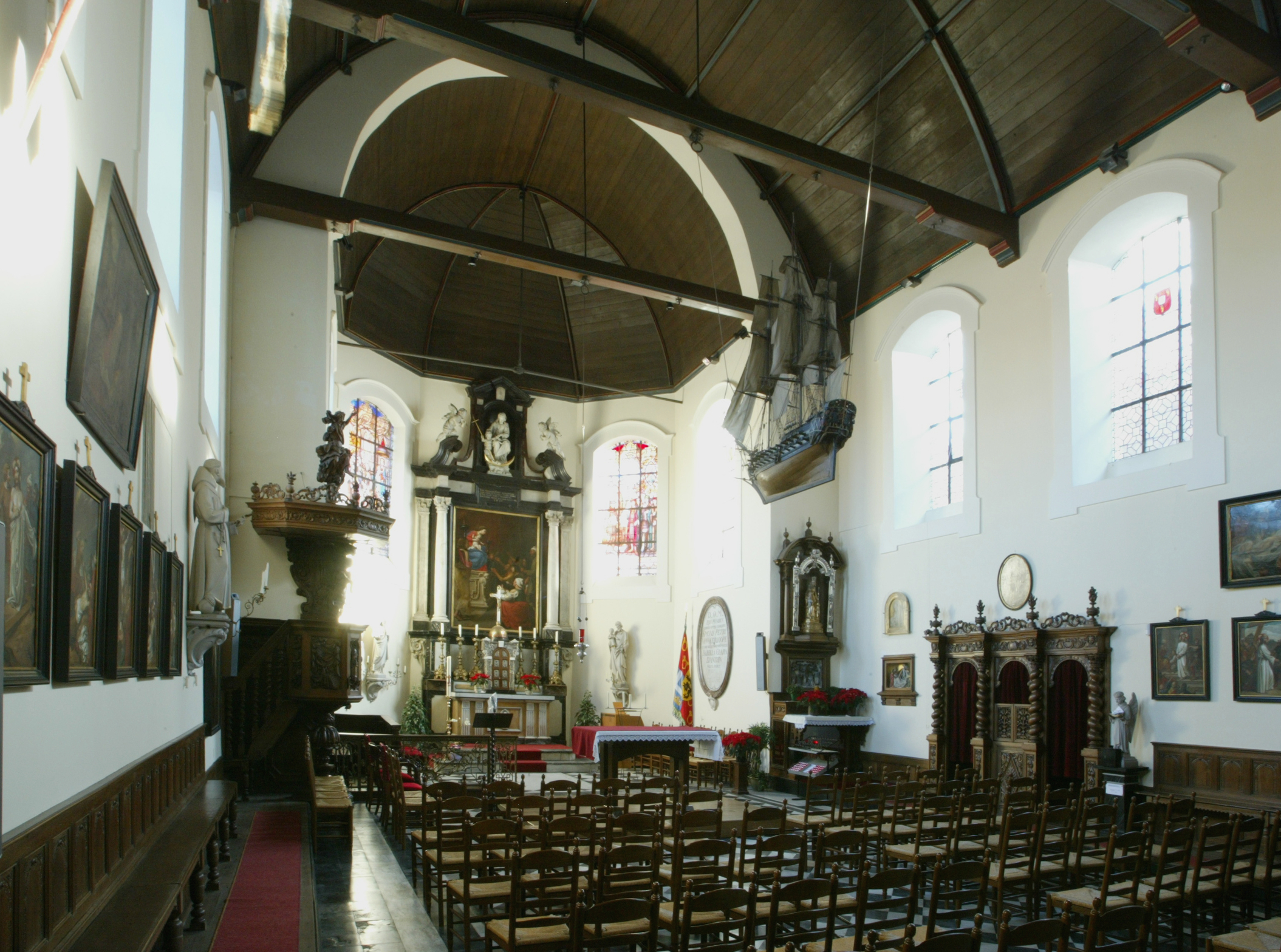
Binnenzijde van de kapel